# Слиач

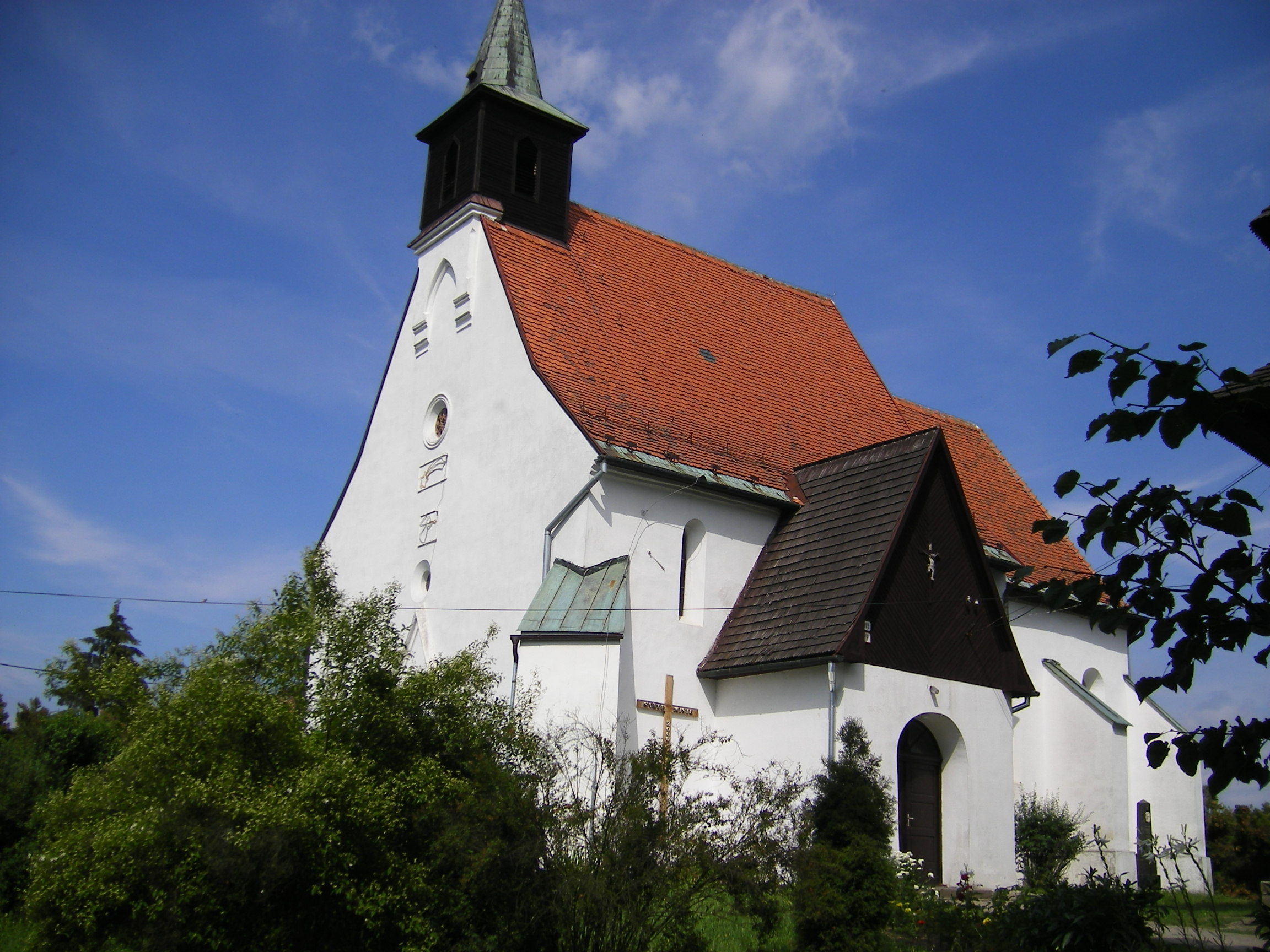
Костёл

Слиа́ч[уточнить] (словац. Sliač, венг. Szliács) — курортный городок в районе Зволен Банска-Бистрицкого края в центральной Словакии.
Расположен в Зволенской котловине в Словацких Средних горах примерно в 4 км к северу от административного центра г. Зволен.

## Демография
| Год:                | 1994 | 2004    | 2014    | 2024    |
| ------------------- | ---- | ------- | ------- | ------- |
| Количество человек: | 4982 | 4853    | 5015    | 4788    |
| Разница:            |      | −2,58 % | +3,33 % | −4,52 % |

В 2018 году население города достигло 4986 человек. Согласно переписи 2001 года 96,1% жителей составляли словаки и 2,3% чехи. Религиозный состав имел процентное соотношение 46,1% католиков, 26,7% людей без религиозной принадлежности и 22,1% лютеран. 
Население на 31.12.2020 года составляет  4938 человек.